# Лольшид
Лольшид (нем. Lollschied) — община в Германии, в земле Рейнланд-Пфальц.
Входит в состав района Рейн-Лан. Подчиняется управлению Нассау.  Население составляет 207 человек (на 31 декабря 2010 года). Занимает площадь 4,08 км².